# Wielkie Antyfony

Antyfona O clavis David na dzień 20 grudnia (wersja z Antiphonale Monasticum wydanego w 1934)

Wielkie Antyfony (łac. antiphonae maiores) – antyfony do Magnificat siedmiu ostatnich dni Adwentu, używane w obrządku rzymskim, niektórych zależnych odeń obrządkach i niektórych innych Kościołach.

## Miejsce w liturgii
W obrządku rzymskim Adwent obejmuje cztery niedziele przed uroczystością Narodzenia Pańskiego. Wielkich Antyfon używa się przez siedem ostatnich dni tego okresu, czyli od 17 do 23 grudnia. Dni te odznaczają się pewnymi cechami szczególnymi w porównaniu z pozostałymi dniami powszednimi Adwentu: w tradycyjnym obrządku rzymskim mają wyższą rangę liturgiczną (są II klasy, pozostałe dni Adwentu są III klasy), natomiast w nowym obrządku rzymskim (zreformowanym po Soborze watykańskim II) są one poświęcone wspominaniu przygotowania do obchodów narodzin Chrystusa, w odróżnieniu od poprzedzających dni Adwentu, których tematem jest raczej przygotowanie na powtórne przyjście Chrystusa.
Wielkie Antyfony są to antyfony do Magnificat, używane w nieszporach. Śpiewa się je dwa razy, przed i po pieśni Maryi (w obu wersjach obrządku rzymskiego). Melodie wszystkich antyfon są podobne i należą do drugiego modusu. W nowym obrządku rzymskim tych samych tekstów używa się również we mszy jako wersetu Alleluja (przed ewangelią).

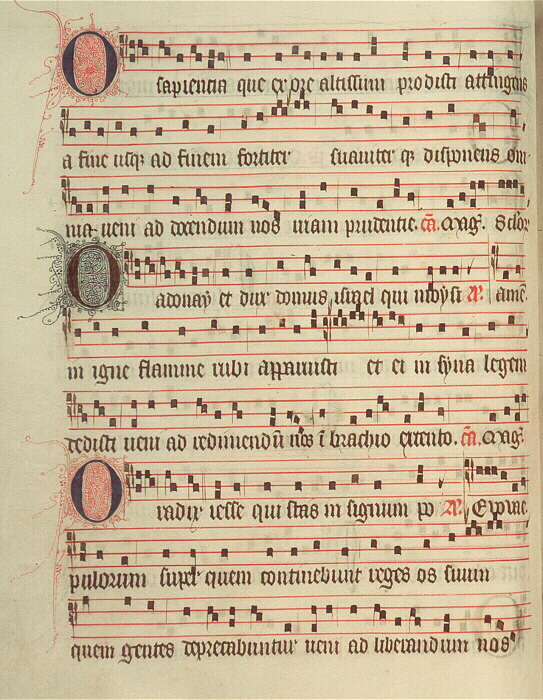
Antyfony na dni 17, 18 i 19 grudnia w czternastowiecznym rękopiśmiennym antyfonarzu według obrządku dominikańskiego

Antyfony te na pewno istniały już w IX wieku, wspomina o nich Amalariusz z Metzu.

## Rozkład antyfon na dni 17–23 grudnia
Wielkie Antyfony zaczynają się zawsze wykrzyknikiem « O », po którym następuje tytuł mesjański z rozwinięciem; potem zawsze słowo « veni » (łac. przyjdź), również z rozwinięciem. Rozkład antyfon na ostatnie dni Adwentu jest następujący:
- 17 grudnia: O Sapientia [O, Mądrości];
- 18 grudnia: O Adonai [O, Adonai];
- 19 grudnia: O radix Iesse [O, Korzeniu Jessego];
- 20 grudnia: O clavis David [O, Kluczu Dawida];
- 21 grudnia: O Oriens [O, Wschodzie];
- 22 grudnia: O Rex gentium [O, Królu narodów];
- 23 grudnia: O Emmanuel[5] [O, Emmanuelu][6].

Układając akrostych z pierwszych liter tytułów mesjańskich czytanych w odwrotnej kolejności, otrzymuje się zdanie ERO CRAS (łac. Jutro przybędę), odnoszące się do obchodów Bożego Narodzenia, które zaczynają się 24 grudnia wieczorem (I nieszpory uroczystości).

## Adaptacje

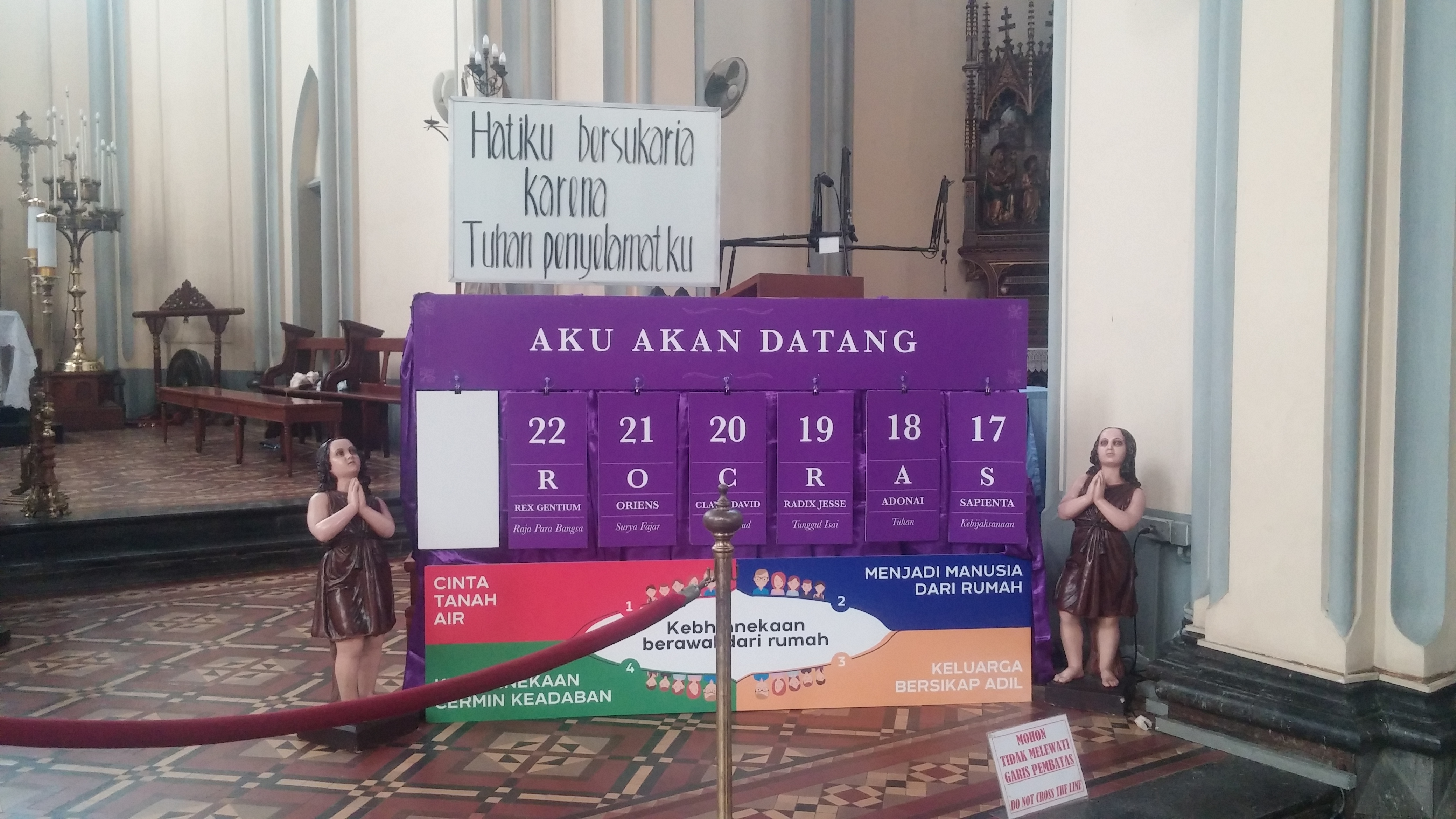
Instalacja liturgiczna w katedrze w Dżakarcie: plansze z kolejnymi antyfonami dokładane są każdego dnia, tak by pod koniec utworzyć akrostych ERO CRAS

Wielkie Antyfony znajdują się również w luterańskiej liturgii godzin, w tych samych miejscach co w liturgii rzymskiej.
Podobne antyfony, zaczynające się od wykrzyknika « O », znajdują się również w innych miejscach oficjum rzymskiego, na przykład O Doctor optime (teksty wspólne o doktorach Kościoła), czy O Rex gloriae (antyfona nieszporna na Wniebowstąpienie).
Znana jest łacińska i angielska skondensowana adaptacja antyfon w postaci jednego śpiewu Veni, veni Emmanuel / O come, o come Emmanuel. W języku polskim istnieje siedmiozwrotkowa pieśń Mądrości, która z ust Bożych wypływasz, której kolejne strofy odpowiadają kolejnym antyfonom.